# Маркам (Тексас)
Маркам (енгл. Markham) насељено је место без административног статуса у америчкој савезној држави Тексас.

## Демографија
По попису из 2010. године број становника је 1.082, што је 56 (-4,9%) становника мање него 2000. године.
| Група             | 2000.       | 2010.       |
| Белци             | 605 (53,2%) | 548 (50,6%) |
| Афроамериканци    | 113 (9,9%)  | 131 (12,1%) |
| Азијати           | 1 (0,1%)    | 0 (0,0%)    |
| Хиспаноамериканци | 410 (36,0%) | 378 (34,9%) |
| Укупно            | 1.138       | 1.082       |